# 화순 오씨
화순 오씨(和順吳氏)는 보성 오씨에서 분관된 한국의 성씨이다.

## 역사
1397년 오탁진이 작성한 《오씨30세계도》에 근거하면 오씨의 도시조는 500년(지증왕 1)에 중국에서 신라로 입국했다가 다시 중국으로 돌아간 오첨(吳瞻)이다. 오첨(吳瞻)은 태백왕의 25세손인 초나라 재상 오기(吳起)의 45세손이다. 오첨은 김종지(金宗之)의 딸을 아내로 맞이하여 함양에서 2남 1녀를 두고 22년을 살다가 521년 다시 중국으로 들어갔는데 둘째 아들 오응(吳膺)은 나이가 어려 중국으로 귀환하지 못하고 그대로 신라에 남아 함양에서 살게 되었다.
화순오씨(和順吳氏)의 선조는 500년(신라 지증왕 1)에 중국 제(齊)나라에서 귀화한 오첨(吳瞻)이다. 오첨이 함양 땅에서 신라 김씨인 김종지(金宗之)의 딸과 혼인하여 2남 1녀를 두었고 이로써 귀화 성씨로 오씨의 기원이 되었다. 오첨의 23세 손 오수권(吳守權)은 병부상서를 지냈으며 세 아들을 두었는데 장남 해주군(海州君) 현보(賢輔), 차남 동복군(同福君) 현좌(賢佐), 3남 보성군(寶城君) 현필(賢弼)이 1216년 고려에 침입한 거란족을 물리치는 데 공을 세웠다. 보성군(寶城君) 현필(賢弼)의 셋째 아들 오원(吳元)이 화순군(和順君)에 봉해지고, 그가 화순에 머물면서 화순오씨(和順吳氏)의 시조가 되었다.
오첨(吳瞻)의 24세손 오현필(吳賢弼)은 1216년(고종 3)에 거란군을 격퇴한 공으로 보성군(寶城君)에 봉해졌다.
오현필의 셋째 아들 오원(吳元)이 화순오씨(和順吳氏)로 분적하였다.
참고로 보성오씨(寶城吳氏) 시조 오현필(吳賢弼)의 첫째 아들 오숙부와 둘째 아들 오량(吳良)은 보성오씨(寶城吳氏)를 계승했고, 셋째 아들 오원(吳元)은 화순오씨(和順吳氏)로 분적했으며, 둘째 아들 오량의 4대손 오광휘(吳光輝)는 함양오씨(咸陽吳氏)로 분적했다.

## 입향 경위
오첨의 25세손인 오원은 1193년(고려 명종 23)에 태어나 1216년(고려 고종 3)에 문과에 급제하여 이부 원외랑(吏部員外郞), 참지정사 등을 지내던 중 1237년 전라도 순문사로 임명받았다. 이때 김경손과 함께 전라도 광주, 담양, 화순 등지에서 일어난 이정년 일당을 토평(討平)하고, 민심을 수습하여 화순군(和順君)에 책봉되었다. 오원(吳元)은 개부의동 삼사 판병부사(開府儀同三司 判兵部事)에 추증(追贈)되고 충숙(忠肅)의 시호(諡號)를 받았다. 1264년(고려 원종 5) 안성군에서 화순군 남쪽 삼천동에 이주하였다고 전해진다. 묘소의 위치는 알 수 없나 모충사(慕忠祠) 뒤에 숭모제단에 배향되어 있다. 고려말 문장가(文章家)인 화순오(和順吳)씨 7세손 오순(吳洵)공의 3남(男)중 8세 조선개국공신(朝鮮開國攻臣)으로 공희공(恭僖公) 시호를 받은 오사충(吳思忠) [1327~1406]의 부조묘(不祧廟)이자 사당인 모충사(慕忠祠)는 고창군 대산면 매산리 581-8에 있다.

## 현황
4세 오광량(吳光亮)[1252~?]은 충열왕(忠烈王) 때 문하시중(門下侍中) 찬성사(贊成事) 숭록대부(崇祿大夫)[종1품]를 지냈으며, 시호(諡號)는 양평(良平)이다. 5세 오연(吳衍)[1269~?]은 충의왕 4년(1312)에 문과에 급제하여 이부시랑(吏部侍郞), 좌정승(左政丞) 은청광록대부(銀靑光祿大夫)[정2품]를 지냈으며, 시호는 양절(良節)이다. 6세 오한정(吳漢正)[1287~?]은 충숙왕(忠肅王) 3년(1334)에 문과에 급제하여, 중사마(中司馬), 한림학사(翰林學士), 대사성(大司成)을 역임하였고, 정헌대부(正憲大夫) 지성균관사(知成均館事)[정2품]에 추증되었다. 시호는 문양(文良)이다. 7세 오순(吳洵)[1306~?]은 충혜왕(忠惠王) 2년(1341)에 문과에 장원급제하고, 연일현령(延日縣令), 영원부사(寧遠府使), 간의대부(諫議大夫) 등을 역임하고 판 전중내급사에 재임 중 공민왕 원년(1352) 조일신(趙日新) 일당이 거병하여 왕권을 침탈하자 이인복과 함께 조일신 일당을 소탕하는 데 공을 세워 진현전대제학(進賢殿大提學)[정2품]에 책봉되고 양경(良敬)의 시호를 받았다. 려말(麗末) 문장가로 동문선(東文選)에 초당(草堂) 관가정(觀稼亭) 무진객사(茂珍客舍) 순천팔마비(順天八馬碑) 망삼각산(望三角山) 송승(送僧) 강두(江頭) 화오(花塢) 상신초정예(上辛草亭裔)등의 한시(漢詩)가 문헌으로 전해진다. 오순(吳洵)공 삼남(三男)중 8세 오사충(吳思忠)[1327~1406]은 고려 후기, 조선 전기의 문신으로 조선의 개국공신(開國功臣) 중 한 사람이다. 초명은 오사정(吳思正)이며, 호는 수암(守菴)이다. 1355년(공민왕 4) 문과에 급제하여 감찰규정, 헌납, 집의를 거쳐 1389년(창왕 1) 좌사의대부가 되었다. 오사충(吳思忠)이 서거(1406년) 후 "입각도형 입비기공[立閣圖形,立碑紀功]" 하라는 태조의 왕명에 따라 부조묘의 전사판은 세종때 최초 경기도 양주에 세워졌으나 여러 전란을 거치면서 소실되어 화순오씨 종중에서는 화순오씨의 부조묘(不祧廟)를 모충사(慕忠祠)라 하여 2001년 10월에 전북 고창군 대산면 매산리 581-8 에 새로 건축하였으며, 조선 태조께서 내린 개국공신녹권(開國功臣錄券)은 화순오(和順吳)씨 종중(宗中)에서 대대로 보관하다 현재는 국립박물관(國立博物館)에 기증 전시토록하였다. 8세 오사민(吳思敏)[1330~?]은 공민왕 3년(1354)에 문과에 급제하여 병조판서(兵部尙書)를 역임하고 홍건적(紅巾賊)을 물리치는 데 큰 공을 세워 삼중대광대부 판병부사(三重大匡大夫判兵部事)[종1품]를 지냈다. 시호는 정양(貞襄)이다. 9세 오헌(吳憲)[1352~?]은 태조 원년(1392)에 무과에 급제하고, 선전관(宣傳官)으로 출사하여 태종 18년(1418) 경상좌도 병마절도사(慶尙左道兵馬節度使)로 임명되었다. 세종 원년(1419) 대마도의 왜적을 토멸하는 데 큰 공을 세우고 병조참판(兵曹叅判)에 책봉되어 충의(忠懿)의 시호를 받았다. 9세 오천(吳천[糹+遷])[1358~?]은 태종 14년(1414)에 무과에 급제하여, 경상우도 병마사(慶尙右道兵馬使), 가선대부(嘉善大夫) 경상좌도 병마절도사(慶尙左道兵馬節度使)[종2품]를 역임하였다. 10세 오용린(吳容麟)[1382~?]은 태종 10년(1410)에 문과 급제하여, 삼사의 여러 관직을 역임하고 호조참의(戶曹叅議), 가선대부(嘉善大夫) 이조참판(吏曹叅判)[종2품]을 지냈다. 시호는 문의(文懿)이다. 11세 오구학(吳龜鶴)[1402~?]은 세종 15년(1433)에 문과에 급제하여, 사헌부 감찰, 사간원 정언을 거쳐 성균관 대사성(成均館大司成) 병조참판(兵曹叅判)[종2품]을 역임하였다. 시호는 문충(文忠)이다. 12세 오잠(吳岑)[1428~?]은 세종 29년(1447)에 문과급제하여, 창평현령, 가선대부(嘉善大夫) 경상병마절도사(慶尙兵馬節度使)[종2품]를 지냈다. 16세 오경상(吳景祥)[1542~?]은 선조 18년에 무과에 급제하였고, 1598년 노량해전에서 순절(殉節)하였다. 절충장군(折衝將軍), 병조참의(兵曹叅議)[정3품]를 역임하였다. 17세 오응운(吳應運 號 松菴  字 烈哉)은 기록(記錄)된바 1582년 식년 사마시(司馬試)에 급제 참봉(參奉)으로 제직중 임진왜란이 발생하자 숙부 오언상(吳彦祥)을 따라 이충무공(李忠武公) 막하에서 많은 전공(戰功)을 세웠다. 특히 정유재란(丁酉再亂)중 고성한산(固城閑山)전투에서 정탐대장(偵探隊長) 임무를 수행중 노량(露梁) 해변에 매복한 왜군 부대를 만나 필마단창(匹馬單槍)으로 사력(死力)을 다해 수많은 적을 베어내며 대적하여 부하들을 구하고, 왜군을 향해 침략(侵略)의 부당함을 꾸짓고 끝까지 싸우다 장렬히 순절(殉節)하니, 그의 기개(氣槪)에 감탄(感歎)한 왜장(倭將)은 그의 시신(屍身)을 정중히 수습(收拾)토록하였다. 노량해전 공훈으로 선무원종훈(宣武原從勳) 도감(都監)에 녹훈(錄勳)되었다. 17세 오응정(吳應井)[1559~?]은 선조조에 무과에 급제하여 선전관, 내금장, 도총부도사, 전라방어사 겸 문안사를 지냈다. 남원성 방어전투에서 순절하였고 자헌대부(資憲大夫) 도총관(都摠管)[정2품]에 추증되었으며, 남원 충렬사(忠烈祠)에 배향(配享)되었다. 시호는 정무(貞武)이다.1637년 오난쇠(吳難金)[1599~?]와 오응립(吳應立)[1608~?]은 무과 별시에 병과(丙科)로 급제하였다. 1715년 오성유(吳聖兪)[1680~?]는 1721년 사마시(司馬試) 식년시에서 문과에 장원급제하였으며, 성균관 직강, 목천현감, 제주목판관, 통훈대부(通訓大夫) 행예조정랑(行禮曹正郞) [정3품]을 역임하였다. 오상린(吳尙麟)[1710~?]은 1741년에 식년시 문과(文科)에 병과로 급제하여 성균관전적(成均館典籍)을 지냈다. 1786년 오점(吳霑)[1764~?]은 사마시 식년시에 3등으로 급제했다. 1834년 오태직(吳泰稷)[1807~?]은 사마시 식년시에 3등으로 급제하였다.
2015년 통계청의 인구 주택 총조사 결과에 의하면, 전국의 화순오씨는 3,952명이고, 화순군에 거주하는 화순오씨는 7명이었다.
[네이버 지식백과] 화순오씨 [和順吳氏] (한국향토문화전자대전, 한국학중앙연구원)
[네이버 지식백과] 화순오씨 [和順吳氏] (성씨와 본관, 2011. 1. 14., 한국학중앙연구원)

## 인구
- 1985년 664가구 2,888명
- 2000년 948가구 3,032명